# 短鰭鰻
短鰭鰻，為輻鰭魚綱鰻鱺目糯鰻亞目蛇鰻科的其中一種，分布於印度太平洋區，從紅海至法屬波里尼西亞海域，棲息深度可達60公尺，體長可達59公分，棲息在底層水域，屬肉食性，生活習性不明。

## 擴展閱讀
維基物種上的相關：短鰭鰻